# Discografia de Troye Sivan
A discografia de Troye Sivan, um cantor e compositor australiano, consiste em 2 álbuns de estúdio, 1 álbum de vídeo, 1 álbum de remixes, 4 extended plays (EPs), 23 singles (incluindo 3 como artista convidado) e 10 singles promocionais (incluindo 1 como artista convidado).

## Álbuns

### Álbuns de estúdio
| Álbum              | Detalhes | Melhores posições nas tabelas | Melhores posições nas tabelas | Melhores posições nas tabelas | Melhores posições nas tabelas | Melhores posições nas tabelas | Melhores posições nas tabelas | Melhores posições nas tabelas | Melhores posições nas tabelas | Melhores posições nas tabelas | Melhores posições nas tabelas | Certificações                                                          |
| Álbum              | Detalhes | AUS                           | ALE                           | CAN                           | DIN                           | EUA                           | HOL                           | IRL                           | NZL                           | SUE                           | UK                            | Certificações                                                          |
| ------------------ | --- | ----------------------------- | ----------------------------- | ----------------------------- | ----------------------------- | ----------------------------- | ----------------------------- | ----------------------------- | ----------------------------- | ----------------------------- | ----------------------------- | ---------------------------------------------------------------------- |
| Blue Neighbourhood | - Lançamento: 4 de dezembro de 2015 - Gravadora(s): EMI, Capitol - Formato(s): CD, vinil, download digital, streaming | 6                             | 73                            | 11                            | 19                            | 7                             | 25                            | 30                            | 3                             | 10                            | 43                            | - ARIA: Platina - BPI: Prata - GLF: Ouro - IFPI DIN: Ouro - RIAA: Ouro |
| Bloom              | - Lançamento: 31 de agosto de 2018 - Gravadora(s): EMI, Capitol - Formato(s): CD, vinil, download digital, streaming  | 3                             | 35                            | 13                            | 21                            | 4                             | 16                            | 7                             | 3                             | 15                            | 10                            | - ARIA: Ouro                                                           |

### Álbun de remixes
| Título                           | Detalhes                                                                                   |
| -------------------------------- | ------------------------------------------------------------------------------------------ |
| Blue Neighbourhood (The Remixes) | - Lançamento: 18 de novembro de 2016 - Gravadora: EMI, Capitol - Formato: Download digital |

### Álbuns de vídeo
| Título | Detalhes                                                                                 |
| ------ | ---------------------------------------------------------------------------------------- |
| Wild   | - Lançamento: 22 de julho de 2016 - Gravadora: EMI, Capitol - Formatos: Download digital |

## Extended plays
| Dare to Dream                                                                      | - Lançamento: Junho de 2007 - Gravadora: Independente - Formato(sl: CD, download digital, streaming               | — | —  | — | — | —  | —   | —  | —  | —  | —  |            |
| June Haverly                                                                       | - Lançamento: 22 de junho de 2012 - Gravadora: Independente - Formato(s): Download digital, streaming             | — | —  | — | — | —  | —   | —  | —  | —  | —  |            |
| TRXYE                                                                              | - Lançamento: 15 de agosto de 2014 - Gravadora: EMI - Formato(sl: CD, download digital, streaming                 | — | —  | 2 | — | 5  | 177 | —  | 2  | —  | —  | - : 73.000 |
| Wild                                                                               | - Lançamento: 4 de setembro de 2015 - Gravadora: EMI, Capitol - Formato(s): CD, download digital, streaming       | 1 | 37 | 6 | 7 | 5  | 96  | 5  | 3  | 11 | 5  | - : 60.000 |
| In a Dream                                                                         | - Lançamento: 21 de agosto de 2020 - Gravadora: EMI, Capitol - Formato(sl: CD, download digital, streaming, vinil | 3 | 43 | — | — | 70 | —   | 76 | 27 | —  | 34 |            |
| "—" denota lançamentos que não entraram nas paradas ou não foram lançadas no país. | |   |    |   |   |    |     |    |    |    |    |            |

## Singles

### Como artista principal
| Ano                                                                            | Canção                                       | Melhores posições nas tabelas | Melhores posições nas tabelas | Melhores posições nas tabelas | Melhores posições nas tabelas | Melhores posições nas tabelas | Melhores posições nas tabelas | Melhores posições nas tabelas | Melhores posições nas tabelas | Melhores posições nas tabelas | Melhores posições nas tabelas | Certificações                                                                                                   | Album                         |
| Ano                                                                            | Canção                                       | AUS                           | ALE                           | CAN                           | DIN                           | EUA                           | HOL                           | IRL                           | NZL                           | SUE                           | UK                            | Certificações                                                                                                   | Album                         |
| ------------------------------------------------------------------------------ | -------------------------------------------- | ----------------------------- | ----------------------------- | ----------------------------- | ----------------------------- | ----------------------------- | ----------------------------- | ----------------------------- | ----------------------------- | ----------------------------- | ----------------------------- | --- | ----------------------------- |
| 2014                                                                           | "Happy Little Pill"                          | 10                            | 87                            | 50                            | 11                            | 92                            | 85                            | 11                            | 2                             | —                             | 86                            | - ARIA: Platina - RIAA: Ouro                                                                                    | TRXYE                         |
| 2015                                                                           | "Wild"                                       | 16                            | —                             | 72                            | —                             | —                             | —                             | 62                            | 29                            | —                             | 62                            | - ARIA: 2× Platina - RIAA: Ouro                                                                                 | Wild e Blue Neighborhood      |
| 2015                                                                           | "Youth"                                      | 17                            | 22                            | 47                            | —                             | 23                            | 78                            | 62                            | 23                            | 74                            | 96                            | - ARIA: 3× Platina - BPI: Prata - BVMI: Ouro - GLF: Platina - IFPI DIN: Ouro - RIAA: 2× Platina - RMNZ: Platina | Blue Neighbourhood            |
| 2016                                                                           | "Talk Me Down"                               | 36                            | —                             | —                             | —                             | —                             | —                             | —                             | —                             | —                             | 118                           | - ARIA: Ouro | Blue Neighbourhood            |
| 2016                                                                           | "Wild" (com part. de Alessia Cara)           | 26                            | —                             | —                             | —                             | —                             | —                             | —                             | —                             | —                             | —                             | | Blue Neighbourhood            |
| 2016                                                                           | "Heaven" (com part. de Betty Who)            | —                             | —                             | —                             | —                             | —                             | —                             | —                             | —                             | —                             | —                             | | Blue Neighbourhood            |
| 2017                                                                           | "There for You" (com Martin Garrix)          | 23                            | 31                            | 48                            | 26                            | 94                            | 21                            | 28                            | 22                            | 34                            | 40                            | - ARIA: Platina - BPI: Prata - BVMI: Ouro - GLF: Ouro - IFPI DIN: Ouro - MC: Platina - RIAA: Ouro - RMNZ: Ouro  | Não adicionado à nenhum álbum |
| 2018                                                                           | "My My My!"                                  | 14                            | 87                            | 57                            | —                             | 80                            | 79                            | 32                            | 25                            | 65                            | 38                            | - ARIA: 2× Platina - BPI: Prata - MC: Ouro - RIAA: Ouro                                                         | Bloom                         |
| 2018                                                                           | "The Good Side"                              | —                             | —                             | —                             | —                             | —                             | —                             | —                             | —                             | —                             | —                             | | Bloom                         |
| 2018                                                                           | "Strawberries & Cigarettes"                  | —                             | —                             | —                             | —                             | —                             | —                             | —                             | —                             | —                             | —                             | | Love, Simon                   |
| 2018                                                                           | "Bloom"                                      | 34                            | —                             | —                             | —                             | —                             | —                             | —                             | —                             | —                             | —                             | - ARIA: Platina                                                                                                 | Bloom                         |
| 2018                                                                           | "Dance to This" (com part. de Ariana Grande) | 39                            | —                             | 85                            | —                             | —                             | —                             | 52                            | —                             | 98                            | 64                            | - ARIA: Platina - PMB: Ouro - RIAA: Ouro                                                                        | Bloom                         |
| 2018                                                                           | "Animal"                                     | —                             | —                             | —                             | —                             | —                             | —                             | —                             | —                             | —                             | —                             | | Bloom                         |
| 2018                                                                           | "1999" (com Charli XCX)                      | 18                            | —                             | —                             | —                             | —                             | —                             | 28                            | —                             | —                             | 13                            | - ARIA: 2× Platina - BPI: Ouro - IFPI DIN: Ouro                                                                 | Charli                        |
| 2018                                                                           | "Revelation" (com Jónsi)                     | —                             | —                             | —                             | —                             | —                             | —                             | —                             | —                             | —                             | —                             | | Boy Erased                    |
| 2018                                                                           | "Somebody to Love"                           | —                             | —                             | —                             | —                             | —                             | —                             | —                             | —                             | —                             | —                             | | Não adicionado à nenhum álbum |
| 2019                                                                           | "I'm So Tired..." (com Lauv)                 | 11                            | 42                            | 57                            | 40                            | 81                            | 67                            | 4                             | 9                             | 37                            | 8                             | - ARIA: 2× Platinum - BPI: Ouro - IFPI DIN: Ouro - MC: Platina - RIAA: Platina - RMNZ: Platina                  | How I'm Feeling               |
| 2020                                                                           | "Take Yourself Home"                         | 91                            | —                             | —                             | —                             | —                             | —                             | —                             | —                             | —                             | —                             | | In a Dream                    |
| 2020                                                                           | "Easy"                                       | —                             | —                             | —                             | —                             | —                             | —                             | —                             | —                             | —                             | —                             | | In a Dream                    |
| 2020                                                                           | "Rager Teenager!"                            | —                             | —                             | —                             | —                             | —                             | —                             | —                             | —                             | —                             | —                             | | In a Dream                    |
| "—" denota canções que não entraram nas paradas ou não foram lançadas no país. |                                              |                               |                               |                               |                               |                               |                               |                               |                               |                               |                               | |                               |

### Como artista convidado
| 2015                                                                           | "Papercut" (Zedd com part. de Troye Sivan)         | 93 | 31 | True Colors                   |
| 2016                                                                           | "Hands" (com vários artistas)                      | —  | —  | Não adicionado à nenhum álbum |
| 2019                                                                           | "Love Me Wrong" (Allie X com part. de Troye Sivan) | —  | —  | Cape God                      |
| "—" denota canções que não entraram nas paradas ou não foram lançadas no país. |                                                    |    |    |                               |

### Singlespromocionais
| Ano  | Canção                                       | Álbum                         |
| ---- | -------------------------------------------- | ----------------------------- |
| 2011 | "Crazy Love"                                 | Não adicionado à nenhum álbum |
| 2011 | "The One That Got Away"                      | Não adicionado à nenhum álbum |
| 2011 | "Love Is a Losing Game"                      | Não adicionado à nenhum álbum |
| 2011 | "Pumped Up Kicks"                            | Não adicionado à nenhum álbum |
| 2012 | "Someone Like You"                           | Não adicionado à nenhum álbum |
| 2012 | "Sea of Love"                                | Não adicionado à nenhum álbum |
| 2012 | "The 2012 Song"                              | Não adicionado à nenhum álbum |
| 2012 | "We're My OTP"                               | Não adicionado à nenhum álbum |
| 2013 | "The Fault in Our Stars"                     | TRXYE                         |
| 2019 | "2099" (Charli XCX com part. de Troye Sivan) | Charli                        |

## Outras canções que entraram nas tabelas
| 2015                                                                           | "Fools"                            | 85 | —  | —  | - ARIA: Ouro - RIAA: Ouro | Wild       |
| 2018                                                                           | "Seventeen"                        | —  | —  | 14 |                           | Bloom      |
| 2018                                                                           | "Postcard" (com part. de Gordi)    | —  | —  | 22 |                           | Bloom      |
| 2018                                                                           | "Plum"                             | —  | 92 | 11 |                           | Bloom      |
| 2020                                                                           | "Could Cry Just Thinkin About You" | —  | —  | 36 |                           | In a Dream |
| 2020                                                                           | "Stud"                             | —  | —  | 35 |                           | In a Dream |
| 2020                                                                           | "In a Dream"                       | —  | —  | 10 |                           | In a Dream |
| "—" denota canções que não entraram nas paradas ou não foram lançadas no país. |                                    |    |    |    |                           |            |

## Outras aparições
| Ano  | Canção                           | Álbum                              |
| ---- | -------------------------------- | ---------------------------------- |
| 2010 | "Just One of the Boys"           | Spud                               |
| 2010 | "Just One Minute"                | Spud                               |
| 2010 | "Dear Lord & Father of Mankind"  | Spud                               |
| 2010 | "Giving It All"                  | Spud                               |
| 2019 | "Glittery" (com Kacey Musgraves) | The Kacey Musgraves Christmas Show |

## Créditos de composição
| Ano  | Title               | Artist(s)      | Álbum                          | Créditos |
| ---- | ------------------- | -------------- | ------------------------------ | -------- |
| 2016 | "Careless Game"     | Alfie Arcuri   | Zenith                         | Escritor |
| 2017 | "Vintage"           | Allie X        | CollXtion II                   | Escritor |
| 2018 | "The Other Side"    | Betty Who      | Sierra Burgess Is a Loser: OST | Escritor |
| 2018 | "Kid Wonder"        | Allie X        | Sierra Burgess Is a Loser: OST | Escritor |
| 2018 | "Sunflower"         | Shannon Purser | Sierra Burgess Is a Loser: OST | Escritor |
| 2020 | "Louder than Bombs" | BTS            | Map of the Soul: 7             | Escritor |